# Вануату на Летњим олимпијским играма 2008.
Вануату је 2008. учествовао шести пут на Летњим олимпијским играма. До сада се налази међу земљама које нису освојале медаље.
Учествовала су укупно три тамичара : 1 мушкарац и две жене који су се такмичили у два спорта:атлетици и пливању.. стонотернисерка Присцила Томи је на свечаном отварању носила затаву Вануатуа..

## Резултати по дисциплинама

### Атлетика
Мозес Камут и Елис Лапенмал, су освојили сребрне медаље на Јужно пацифичким Мини Играма и тако се квалификовали да представљају Вануату на Олимпијским играма 2008. у Пекингу у дисцилини трчања на 100 метара.

#### Мушкарци
| Атлетичар   | Дисциплина | Група    | Група | Четвртфинале     | Четвртфинале     | Полуфинале       | Полуфинале       | Финале           | Финале           | Пласман |
| Атлетичар   | Дисциплина | Резултат | Место | Резултат         | Место            | Резултат         | Место            | Резултат         |                  | Пласман |
| ----------- | ---------- | -------- | ----- | ---------------- | ---------------- | ---------------- | ---------------- | ---------------- | ---------------- | ------- |
| Moses Kamut | 100 м      | 10,81    | 61/80 | Није се пласирао | Није се пласирао | Није се пласирао | Није се пласирао | Није се пласирао | Није се пласирао |         |

#### Жене
| Атлетичарка   | Дисциплина | Група    | Група | Четвртфинале      | Четвртфинале      | Полуфинале        | Полуфинале        | Финале            | Финале            |
| Атлетичарка   | Дисциплина | Резултат | Место | Резултат          | Место             | Резултат          | Место             | Резултат          | Место             |
| ------------- | ---------- | -------- | ----- | ----------------- | ----------------- | ----------------- | ----------------- | ----------------- | ----------------- |
| Елис Лапенмал | 100 м      | 13,31    | 76/85 | Није се пласирала | Није се пласирала | Није се пласирала | Није се пласирала | Није се пласирала | Није се пласирала |

## Стони тенис
Присцила Томы је добила позив са учествује у појединачном турниру од Комисије у саставу чланова Светске стзонотенисерске асоцијације и МОКа.

#### Жене
| Стонотенисерка | Дисциплина  | Квалификације                | 1. коло           | 2. коло           | 3. коло           | 4. коло           | Четвртфинале      | Полуфинале        | Финале            |
| Стонотенисерка | Дисциплина  | Противник Рез.               | Противник Рез.    | Противник Рез.    | Противник Рез.    | Противник Рез.    | Противник Рез.    | Противник Рез.    | Противник Рез.    |
| -------------- | ----------- | ---------------------------- | ----------------- | ----------------- | ----------------- | ----------------- | ----------------- | ----------------- | ----------------- |
| Присцила Томи  | Појединачно | Одориова Словачка Пор. 0 - 4 | Није се пласирала | Није се пласирала | Није се пласирала | Није се пласирала | Није се пласирала | Није се пласирала | Није се пласирала |